# Tobias Schmitz (Musiker)

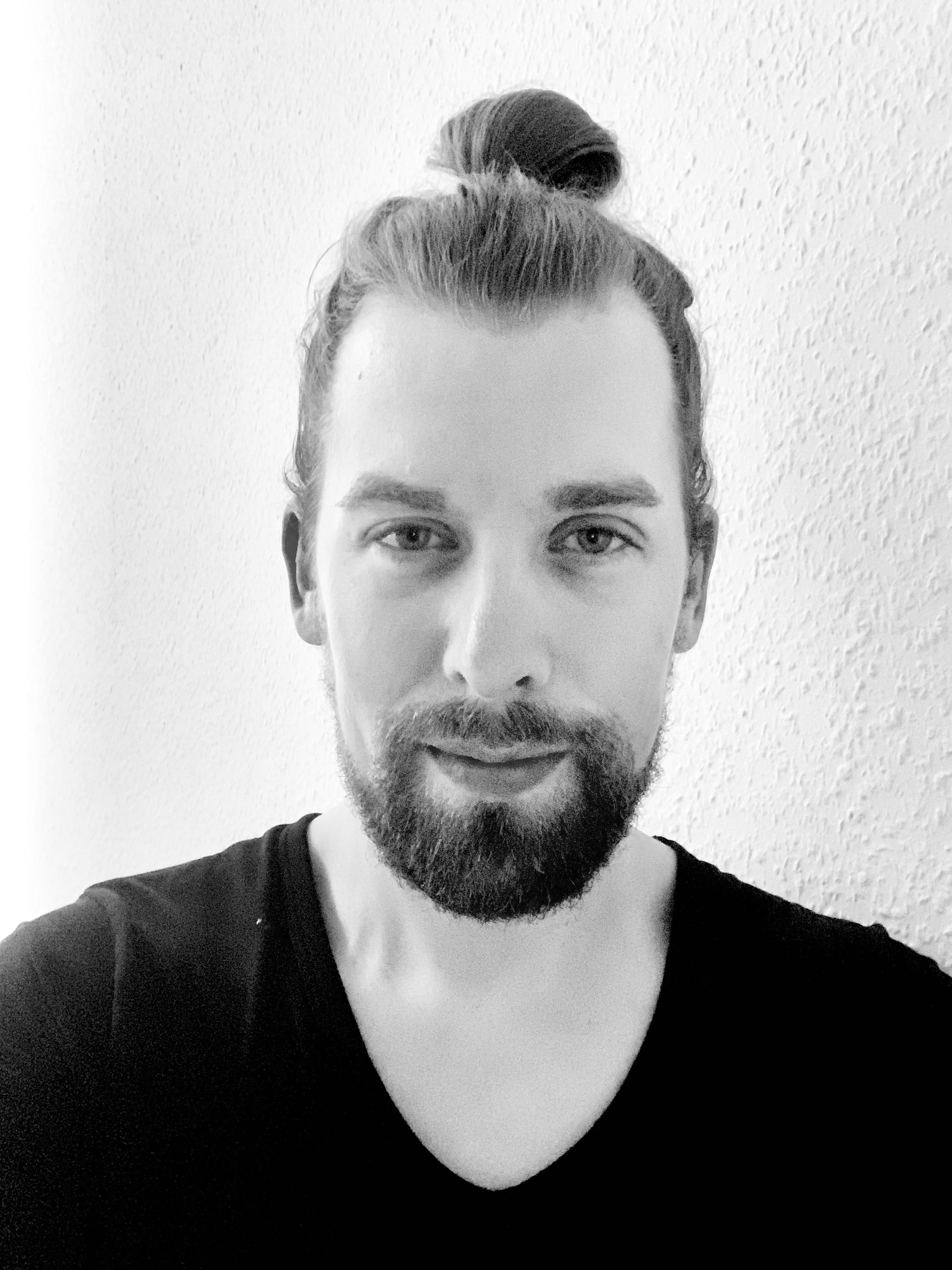
Tobias Schmitz, 2021

Tobias Schmitz (* 1983 in Prüm) ist ein deutscher Musiker, Komponist und Produzent, der seit 2020 als Solokünstler unter dem Künstlernamen „EINS“ auftritt.

## Werdegang
Schmitz erhielt eine langjährige klassische Klavierausbildung. Er studierte an der Musikhochschule Mannheim, dem „Conservatoire de musique de la Ville de Luxembourg“ und beendete sein Studium schließlich 2008 mit dem „Bachelor of Arts“ an der Popakademie Baden-Württemberg in Mannheim. Heute ist er tätig als Komponist, Pianist und Musikproduzent. Der derzeitige Wohnort ist Düsseldorf.
Er war in den Jahren 2002–2014 als Pianist, Keyboard und Backgroundsänger für die Band Jupiter Jones tätig. Die Erfolge der Band waren die Platin-Single „Still“ im Jahr 2011, in diesem Jahr der meistgespielte deutschsprachige Song im nationalen Radio, die Auszeichnung mit dem Musikpreis „Echo“ und die Teilnahme an Stefan Raabs Bundesvision Songcontest.
Von 2012 bis 2015 arbeitete Tobias Schmitz mit „Echo“- Preisträger Roman Lob zusammen und war Teilnehmer am Eurovision Song Contest 2012 in Baku in Aserbaidschan. Mit der Single „Standing Still“ erreichte Lob dort für Deutschland Platz acht. Es folgte die Kollaboration als Songschreiber und Produzent für Lobs zweites Studioalbum „Home“.
2015 gründete er die Band „von Brücken“ und veröffentlichte auf dem Label Four Music von Sony Music das von ihm geschriebene und in Zusammenarbeit mit Bertil Mark produzierte Debütalbum „Weit weg von fertig“. Es erreichte Platz 12 der deutschen Albumcharts. Entstanden ist das Album in Thomas Ds (Die Fantastischen Vier) Studio auf dem sogenannten M.A.R.S., wo Tobias Schmitz regelmäßig zu Gast ist und arbeitet.
Seit 2020 ist Tobias Schmitz als Solokünstler unter dem Künstlernamen „EINS.“ mit einer Mixtur aus neoklassischer Klaviermusik, Ambient- und Elektronikklängen unterwegs. 
2024 gründete er zusammen mit Marco Sifferath die Rock-Band „Henry and The Dead Girls“ und tritt damit erstmalig auch als Lead-Sänger in Erscheinung. Bei Live-Auftritten werden die beiden Songwriter unterstützt von zwei weiteren Musikern an Bass und Schlagzeug und drei Background-Sängerinnen.  
Als Komponist und Songwriter arbeitet er mit Künstlerinnen und Künstlern zusammen  wie der ECHO-Preisträgerin von 2015 Oonagh sowie Lotte und Elif. Weiterhin schrieb er Musik für diverse Fernsehproduktionen.

## Weitere Zusammenarbeit
- Udo Lindenberg
- Wolfgang Niedecken von BAP
- RTL Television
- WDR Rockpalast mit seiner Band „von Brücken“
- Chris Thompson (Manfred Mann’s Earth Band)
- Michael Sadler (Saga (Band))
- Andy Haderer (WDR Big Band)

## Soziales Engagement
Im April 2016 gründete er unter anderem mit Hubert vom Venn den Verein „Eifel Hilft e.V.“, mit dabei sind auch deren Mitstreiter Nicholas Müller und Achim Konejung. Die Unterstützung gilt nicht allein Menschen, die ihre Heimat verlassen mussten, um ihr Leben zu retten: Erstmal sind es die Flüchtlinge, in der Satzung steht: Menschen in Not. Da kann das durchaus auch die Eifeler Familie sein, die unterversichert war und deren Haus abgebrannt ist.